# Ромалеозаврові

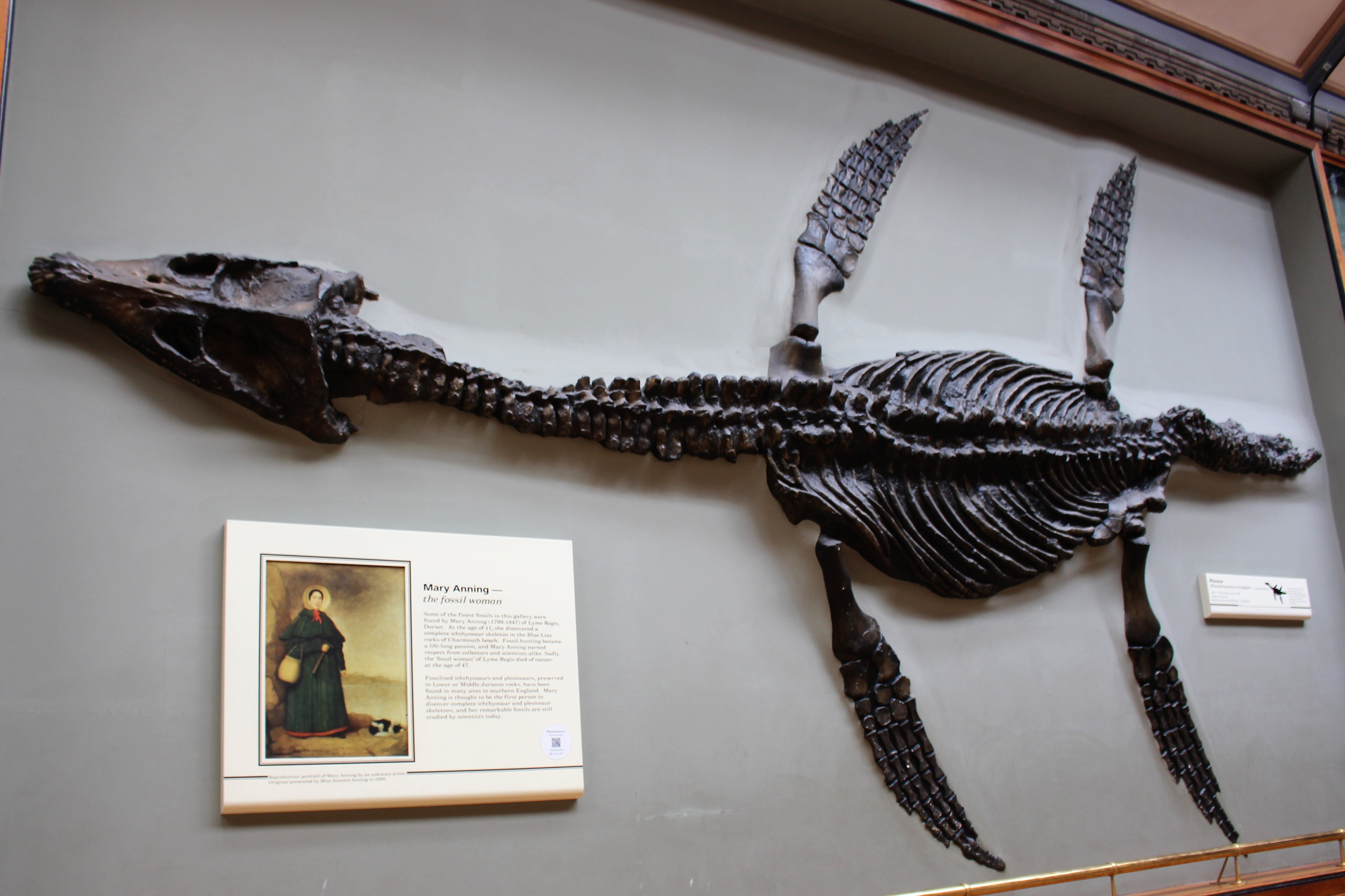
Rhomaleosaurus cramptoni (зразок NHMUK PV R.34), Музей природознавства у Лондоні

Ромалеозаврові (Rhomaleosauridae) — родина викопних плазунів ряду Плезіозаври (Plesiosauria). Ромалеозаврові характеризуються відносно короткою шиєю та великою головою. Сягали до 8 м завдовжки. Тварини мали потужні щелепи, що робило їх могутніми хижаками.

## Класифікація
Родина містить наступні роди:
- Archaeonectrus
- Borealonectes
- Eurycleidus
- Leptocleidus
- Macroplata
- Maresaurus
- Rhomaleosaurus
- Simolestes
- Sthenarosaurus
- Umoonasaurus
- Yuzhoupliosaurus